# Celama culaca
Celama culaca är en fjärilsart som beskrevs av Swinhoe 1891. Celama culaca ingår i släktet Celama och familjen trågspinnare. Inga underarter finns listade i Catalogue of Life.